# Palmarolle
Palmarolle es un municipio canadiense situado en la provincia de Quebec.

## Superficie
Palmarolle tiene una superficie de 117,87 km².

## Demografía
En 2021, tenía 1386 habitantes, una densidad poblacional de 11,8 hab./km², y 649 viviendas.